# Trại Họp bạn Hướng đạo Thế giới lần thứ 13
Trại Họp bạn Hướng đạo Thế giới lần thứ 13 (13th World Jamboree) được tổ chức từ ngày 2-10 tháng 8 năm 1971.  Nó được tổ chức trên Cao nguyên Asagiri bên phía tây của Núi Phú Sĩ gần thị trấn Fujinomiya, Nhật Bản, cách Tokyo 80 dặm về phía tây.
Trại Họp bạn được nhớ đến khi nó bị gián đoạn bởi Bão Olive khiến 16.000 tham dự viên Hướng đạo được đưa đi di tản trong các nơi trú ẩn trong miền quê khoảng 48 tiếng đồng hồ.
Nơi Trại Họp bạn có Quốc lộ 139 và một đường thu phí từ Fujinomiya phục vụ.  Những Hướng đạo sinh đến Nhật Bản được đón tiếp tại Phi trường Quốc tế Tokyo và được đưa đến Khu Trại Họp bạn bằng xe buýt hoặc đến Làng Olympic ở Tokyo như trạm dừng chân.
Nơi trại bao gồm một khu bãi cát có cỏ khoảng 4 Km², có dốc nhẹ từ đông sang tây. Tổng hành dinh Trại Họp bạn có hình chủ nhật, Tiểu trại #11, Chūō, nằm ở vị trí trung tâm.
Các tiện nghi y tế ở Trại Họp bạn được điều hành bởi Lục quân Hoa Kỳ và Không quân Hoa Kỳ.   Những tiện nghi khác ở Trại Họp bạn là một trung tâm phục vụ Hội chợ và một trạm mậu dịch lớn.
Trong những ngày khai mạc Trại Họp bạn các Hướng đạo sinh chơi một trò chơi lớn mà trong đó mỗi Hướng đạo sinh được trao một nét chữ Nhật viết trên một thẻ màu đeo quanh cổ. Theo hiệu lệnh các Hướng đạo sinh tản ra trên khu trại để tìm các nét chữ Nhật khác mà ghép lại thành đề tài của Trại họp bạn là 'Vì sự thông hiểu'. Các Hướng đạo sinh hoàn thành nhiệm vụ sẽ tiến đến một trạm để thẻ mình được đóng dấu xác nhận.